# Аризема лопастная
Аризе́ма лопастная (лат. Arisaema lobatum) — многолетнее клубневое травянистое растение, вид рода Аризема (Arisaema) семейства Ароидные (Araceae).

## Ботаническое описание
Раздельнополые растения.
Клубень синевато-зелёный снаружи, шаровидный, 2—4 см в диаметре.

### Листья
Катафиллов три, коричневые, обычно с красноватыми пятнами, 15—20 см длиной, острые или тупые на вершине.
Листьев один или два. Черешки зеленоватые или коричнево-зелёные, с фиолетовыми пятнами, 17—35 см длиной, примерно на 1⁄3—½ вложенные во влагалища, формирующие ложный стебель. Листовая пластинка состоит из трёх листочков; листочки снизу бледно-зеленоватые с розовыми приподнятыми жилками, сверху зелёные с бледно-зелёными жилками; центральный листочек с черешочком 1,5—5 см длиной, продолговатый или овальный, 8—22 см длиной и 4—10 см шириной, в основании длиннонисходящий или тупой, на вершине заострённый; боковые листочки сидячие, наклонные, продолговатые, 3—23 см длиной и 2—8 см шириной, в основании ухообразные и округлённые.

### Соцветия и цветки
Соцветие появляется раньше листьев. Цветоножка бледно-зелёная, без пятен, по длине почти равна черешкам, но обычно короче их. Покрывало бледно-пурпуровое или бледно-оливково-зелёное, с пурпуровыми полосками. Трубка воронковидная, 4—7 см длиной и 1—2,5 см в диаметре, косоусечённая и узкозагнутая или незагнутая у горловины; пластинка изогнутая или почти вертикальная, обычно с белыми полосками внутри, широколанцетовидная или овальная, 4—7 см длиной и 2,5—3 см шириной, на вершине заострённая, в онсовании сжатая, обычно с хвостовидным образованием 3—5 см длиной.
Початок однополый. Мужская зона цилиндрическая, 1,5—2,5 см длиной; синандрий слабый; пыльников 2 или 3, на ножке; теки фиолетовые, яйцевидные, вскрываются верхушечной порой; женская зона цилиндрическая или полушаровидная, 1—2 см длиной; завязь зелёная, обратнояйцевидная; столбик короткий, рыльце дискообразное. Придаток вертикальный, от бледно-зелёного до беловато-зелёного, цилиндрический, в середине немного сжатый, в основании усечённый и на ножке, на вершине тупой, ножка 6—8 мм длиной.
Цветёт в апреле — июле.

### Плоды
Соплодие наконённое.
Число хромосом 2n=28, 56, 84.

## Распространение
Встречается в Центральном и Южном Китае.
Растёт в лесах, чащах, на травянистых склонах, на высоте от 600 до 3300 м над уровнем моря.